# Версайски договор (1756)
Вижте пояснителната страница за други значения на Версайски договор.
Версайският договор от 1 май 1756 г. (наричан и Първи версайски договор) създава отбранителен съюз между Хабсбургската монархия на Мария Терезия и кралство Франция на Луи ХV. Той е предизвикан от Уестминстърския договор между Прусия и Великобритания (януари същата година). Той е също така апотеоз на Дипломатическата революция, извършена под натиска на австрийците, която преобръща традиционната система от съюзи в Европа. Договорът стои в основата на френско-хабсбургското сътрудничество през Седемгодишната война.

## Клаузи
Състои се от четири отделни споразумения, подписани от тогавашния френски външен министър Франсоа дьо Берни и австрийския посланик Георг Адам Щаремберг. Франция обещава при евентуална война да не напада Австрийска Нидерландия (която практически е завладяла през Войната за австрийското наследство), нито някое друго австрийско владение. Австрия обещава да остане неутрална при война на Франция с Великобритания. Двете страни се съгласяват да си помагат военно, ако някоя от тях бъде нападната от трета сила. В такъв случай те трябва да изпратят контингент от 24 000 души или да изплатят субсидии, с които могат да се екипират и платят същия брой войници. Две тайни клаузи гласят, че това сътрудничество ще продължи през предстоящия конфликт и че Франция няма да подновява съюза си с Прусия.

## Последици
Договорът предизвиква тревога у пруския крал Фридрих ІІ. Въпреки че Франция не мисли да води континентална война (тя вече е ангажирана във Френската и индианска война в Северна Америка), той напада Саксония на 29 август 1756 г. Така започва Седемгодишната война, която едва не довежда до неговата гибел. В отговор на проявената агресия през 1757 г. е подписан Вторият версайски договор, който превръща съюза между Австрия и Франция (заедно с Русия, Саксония и Бавария) в нападателен.